# Grow (Jeangu Macrooy-dal)
A Grow (magyarul: Növekedni) Jeangu Macrooy suriname-i énekes dala, amivel a házigazda Hollandiát képviselte volna a 2020-as Eurovíziós Dalfesztiválon. Az előadót a holland közszolgálati televízió kérte fel, hogy képviselje az országot a dalfesztiválon.

## Eurovíziós Dalfesztivál
2020. január 10-én jelentette be a holland közszolgálati műsorszolgáltató, az AVROTROS, hogy Jeangu Macrooy fogja képviselni a rendező országot a 65. Eurovíziós Dalfesztiválon, Rotterdamban. A versenydalt és a hozzákészült videóklipet, melyet Joe Roberts rendezett 2020. március 4-én ütemezett premierben mutatták be a dalverseny hivatalos YouTube-csatornáján. Mivel egy évvel ezelőtt Hollandia nyerte a dalfesztivált, így a dal automatikusan a május 16-i döntőben versenyzett volna, de először az első elődöntő május 11-i főpróbáján adták volna elő, azonban március 18-án az Európai Műsorsugárzók Uniója bejelentette, hogy 2020-ban nem tudják megrendezni a versenyt a COVID–19-koronavírus-világjárvány miatt. A holland műsorsugárzó jóvoltából az énekes lehetőséget kapott az ország képviseletére a következő évben egy új versenydallal.

## Slágerlistás helyezések
| Slágerlista (2019)         | Legjobb helyezés |
| -------------------------- | ---------------- |
| Hollandia (Top 40)         | 30.              |
| Hollandia (Single Top 100) | 48.              |

## Külső hivatkozások
- Dalszöveg (angol nyelven). Genius Lyrics
- Stúdió verzió. YouTube-videó, Jeangu Macrooy – téma, 2020. március 4.
- A dal videóklipje. YouTube-videó, Eurovision Song Contest, 2020. március 4.